# The End (Band)
The End war eine Mathcore-Band aus Mississauga, Kanada.

## Geschichte
Gegründet wurden The End im Frühling 1999 von Sänger Tyler Semrick-Palmateer, den Gitarristen Steve Watson und Andrew Hercules, Bassist Sean Dooley und dem Schlagzeuger Anthony Salajko.
2002 brachte die Band ihre EP Transfer Trachea Reverberations from Point: False Omniscient über Relapse Records heraus. Nach dem Weggang von Tyler Semrick-Palmateer veröffentlichten The End 2004, zusammen mit ihrem neuen Sänger Aaron Wolff, ihr erstes Album Within Dividia. 2007 erschien das letzte Album der Band, Elementary.

## Diskografie
- 2002: Transfer Trachea Reverberations from Point: False Omniscient (Relapse Records)
- 2004: Within Dividia (Relapse Records)
- 2007: Elementary (Relapse Records)